# Popówko (wieś)
Popówko – średniej wielkości wieś sołecka w Polsce położona w województwie wielkopolskim, w powiecie obornickim, w gminie Oborniki.

## Historia
Wieś pierwotnie związana była z Wielkopolską. Ma metrykę średniowieczną i istnieje co najmniej od początku XIV wieku. Po raz pierwszy odnotowana została w łacińskim dokumencie z 1308 jako "Popovo" według kopii z XV wieku, 1430 "Popowo", 1445 "Nowe Popowo", 1478 "Popowo", 1492 "Popowo Minor", 1493 "Popowo Minus", 1577 "Popowko".
Prawdopodobnie wieś istniała jednak już wcześniej niż odnotowały to zachowane zapisy historyczne. Historycy uważają, że Popowo oraz Popówko koło Szamotuł pierwotnie stanowiły jedną wieś; którą w 1308 biskup poznański Andrzej Zaremba dał w ramach zamiany Dobrogostowi z Szamotuł synowi Tomisława dziedzicowi Szamotuł. W zamian Dobrogost dał biskupowi wieś Gradowice, położoną koło Wielichowa i Łubnicy, a zamianę tą poświadczył książę głogowski oraz wielkopolski Henryk III.
Miejscowość była początkowo wsią duchowną czyli należącą do kleru, a później szlachecką należącą do lokalnej szlachty wielkopolskiej z rodu Danaborskich, Sobockich, Górków, Broniewskich, Rokossowskich. W 1478 wieś leżała w powiecie poznańskim województwa poznańskiego w Koronie Królestwa Polskiego. W 1508 należała do parafii św. Stanisława w Szamotułach.
W początku XV wieku właścicielem wsi był kasztelan międzyrzecki Wincenty z Szamotuł herbu Nałęcz. W 1430 jego ludzie toczyli proces z Januszem Wielickim ze wsi Wielkie w parafii Kiekrz. Po śmierci Wincentego w 1445 wieś odziedziczyła Małgorzata z Szamotuł wnuczka Sędziwoja Świdwy oraz żona księcia raciborskiego Wacława II, która pozwana została ze wsi Radzim, Baworowo, Popówko i Piotrkowo przez Dziersława z Rozwarowa (obecnie Rostworowo). Małgorzata miała zapłacić sądowi 8 skudów kary, ponieważ nie stawiła się w sądzie.
W drugiej połowie XV wieku właścicielką wsi została Katarzyna córka Małgorzaty i księcia raciborskiego Wacława II oraz wdowa po kasztelanie nakielskim Włodku z Danaborza. W 1478 ona oraz jej synowie Jan starszy i Jan młodszy dziedzice Danaborza zapisali Pawłowi penitencjarzowi w katedrze poznańskiej oraz prebendarzowi w kolegiacie NMP koło tej katedry czynsz roczny w wysokości 5 grz. z Popówka z zastrzeżeniem prawa wykupu za 60 grzywien. W 1492 Katarzyna zapisała czynsz roczny 10 grzywien od sumy 100 kóp półgroszy ze wsi Popówko oraz z folwarku Gąsawy mansjonarzom kolegiaty w Szamotułach. W 1493 Katarzyna dała swoim synom Janowi starszemu i Janowi młodszemu z Danaborza połowę miasta Stobnica wraz z młynem zwanym po łacinie "Hamer molendinum ferrifodinis"; czyli młynem służącym do kruszenia rudy darniowej, z której wyrabiano żelazo oraz połowy wsi Gąsawy, Popówko, Piotrkowo, Sycyn, Jaryszewo, Brączewo, Podlesie oraz 1/4 Bądlina.
W 1494 kasztelan rogoziński oraz starosta nakielski Jan starszy z Danaborza zapisał czynsze na wsiach Popówko i Gąsawy: 4 grzywny Jakubowi bakałarzowi sztuk wyzwolonych oraz altaryście ołtarza św. Stanisława w kolegiacie św. Stanisława oraz dwie grzywny dla bractwa kapłanów. W 1514 Jan sprzedał swemu zięciowi Michałowi Białośliwskiemu wsie Gąsawy, Popówko, Piotrkowo, Sycyn i Jaryszewo z zastrzeżeniem prawa odkupu za 700 złotych węgierskich. Jan oraz Stanisław Kąsinowscy poręczyli Białośliwskiemu, że uwolni on od roszczeń innych osób wspomniane wsie, na których został zabezpieczony posag jego córki Zofii Białośliwskiej z Danaborskich. W 1510 starosta nakielski Jan z Danaborza  zapłacił z Popówka czynsz w wysokości dwóch kop groszy oraz 2 grzywny kolegiacie w Szamotułach.
W 1520 wsie po Janie odziedziczyli jego synowie starosta nakielski Andrzej oraz jego brat Krzysztof z Danaborza, którzy sprzedali je z zastrzeżeniem prawa odkupu swemu szwagrowi Michałowi Białośliwskiemu za 900 złotych węgierskich. W 1527 Andrzej z Danaborza sprzedał Maciejowi Tuczyńskiemu za 1200 złotych z zastrzeżeniem prawa odkupu wsie Gąsawy, Popówko, Jaryszewo, Piotrkowo, Sycyn, połowę miasta Stobnica, Hamer, młyn o dwóch kołach wodnych oraz połowy wsi Brączewo, Podlesie, i Bądlino przyległe do Stobnicy.
W latach 1531-1532 kasztelan łęczycki, starosta nakielski oraz tucholski Jan z Kościelca, który był opiekunem małoletniej Gertrudy córki Andrzeja z Danaborza, wezwał, aby Maciej Tuczyński po otrzymaniu 1200 zł ustąpił z dóbr Gąsawy, Sycyn, Popówko, Jaryszewo, Piotrkowo, połowy Stobnicy oraz Podlesia. Maciej Tuczyński skwitował odbiór tej sumy i ustępił ze wspomnianych dóbr na rzecz Jana z Kościelca. W 1531 Jan sprzedał z zastrzeżeniem prawa wykupu wspomniane dobra, w tym m.in. Popówko, Januszowi Latalskiemu kasztelanowi gnieźnieńskiemu oraz staroście inowrocławskiemu, który wyłożył 4000 złotych na spłatę długów ciążących na dobrach Gertrudy. W 1532 Latalski sprzedał za 4000 złotych z zastrzeżeniem prawa wykupu wspomniane dobra, a w tym m.in. Popówko, kasztelanowi poznańskiemu oraz staroście generalnemu Wielkopolski Łukaszowi z Górki.
W 1541 Gertruda z Danaborza córka Andrzeja oraz żona Janusza z Kościelca, sprzedała Łukaszowi z Górki biskupowi włocławskiemu dobra Gąsawy, Sycyn, Popówko, Jaryszewo, Piotrkowo, Brączewo, połowę miasta Stobnica, Podlesie oraz Bądlino za 6000 złotych. W 1553 Janusz z Kościelca, mąż Gertrudy, zawarł ugodę w sprawie sprzedanych im dóbr dziedzicznych Gertrudy, w tym m.in. Popówka, z braćmi Łukaszem oraz Andrzejem z Górki, którzy byli wnukami biskupa włocławskiego Łukasza.

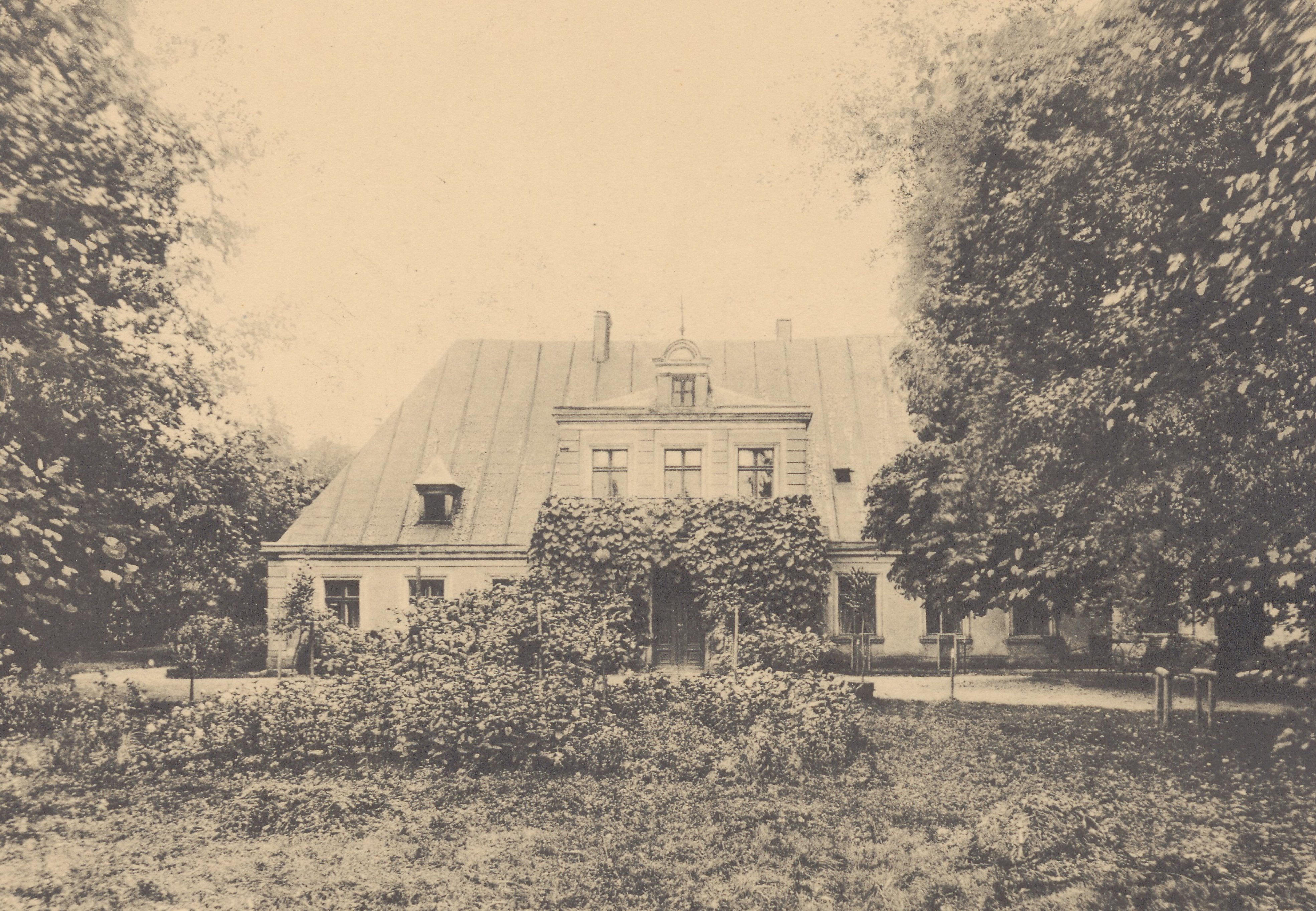
Widok dworu przed 1912

W latach 1559-1560 jako właściciel wsi Popówko odnotowany został wojewoda kaliski Łukasz Górka. W 1562 Łukasz sprzedał kasztelanowi kamieńskiemu Mikołajowi Łąckiemu obie wsie Popowo i Popówko, Sycyn, Piotrkowo, Jaryszewo; a Łącki otrzymał wwiązanie w majątki w tych wsiach. W 1563 Andrzej z Górki brat Łukasza sprzedał z zastrzeżeniem prawa odkupu chorążemu kaliskiemu Prokopowi Broniewskiemu wsie Popowo, Popówko, Piotrkowo i Jaryszewo za 1600 złotych. Prokop zapisał na tych wsiach po 2000 złotych posagu oraz wiana swojej żonie Annie córce Macieja Bielejewskiego.W 1579 w część dóbr Szamotuły wwiązany został podskarbi wielki koronny Jakub Rokossowski, które kupił od Stanisława z Górki za 67000 złotych polskich. W tych dobrach znajdowały się także m.in. wsie Popowo oraz Popówko.
Miejscowość odnotowały także historyczne rejestry podatkowe dzięki którym znamy stosunki własnościowe we wsi. W 1508 wieś zapłaciła wiardunki królewskie z 8 łanów oraz karczmy. W 1509 miał miejsce pobór podatków we wsi z 7 łanów oraz karczmy, a sołtys zapłacił z jednego łanu. W 1510 pobrano podatki z Popówka od 6 łanów. W 1563 miał miejsce pobór od zagrodników w Popówku. W 1577 Jan Broniewski zapłacił pobór podatkowy we wsi. W 1580 także on zapłacił pobór od dwóch zagrodników oraz od 3 ratajów - najemnych pracowników,z których każdy zapłacił od jednego pługa roli.
Wskutek II rozbioru Polski w 1793, miejscowość przeszła pod władanie Prus i jak cała Wielkopolska znalazła się w zaborze pruskim.
W latach 1975–1998 miejscowość administracyjnie należała do województwa poznańskiego.